# حسين عسلة
حسين عسلة (20 مارس 1917 إيغيل إيمولا – 1948) لاعب كرة السلة سابق في مولودية الجزائر وسياسي جزائري

## مولده ونشأته
ولد في عام 1917 في إيغيل إيمولا، لكن انتقل مع عائلته إلى الجزائرلعاصمة في سن مبكر للغاية بالضبط إلى حي سوسطارة التحق بمدرسة ساروي اين واصل دراسته الابتدائية، ولكن مثل العديد من الجزائريين في ذلك الوقت، لم يتمكن من متابعة تعليم ثانوي عادي، ومع ذلك فقد تمكن من إتقان اللغتين العربية والفرنسية .

## نشاطه السياسي
من عام 1934، ناضل داخل نجم شمال إفريقيا وأصبح سكرتيرًا لشباب المؤتمرات. في عام 1942، أصبح عضوًا في لجنة العمل الثوري بشمال إفريقيا (CARNA)، وهو عضو مؤسس في صحيفة l'Action. سُجن عام 1945 في الحراش. ثم احتجز في مستشفى مصطفى لتعرضه لمشاكل في القلب، حيث هرب في ظروف بالغة الصعوبة. أصبح عضوًا في إدارة مكافحة غسل الأموال وإدارة حزب الشعب الجزائري، أرسله الحزب في أكتوبر 1946 إلى باريس حيث أعاد تنظيم الحزب في فرنسا.
كان عسلة حسين لاعب سابق في مولودية الجزائر (فرع كرة السلة) و استغل التحاقه بالمولودية لاستعمال مكاتب المولودية للاجتماعات ومن بينهم الاجتماع الشهير الذي حدث بعد أحداث 8 ماي 1945.

## وفاته
توفي في سنة 1948.

## ذكرى
سُمي أحد الشوارع الجزائرية في العاصمة باسمه و كذلك رواق فنون تشكيلية.